# Esperanto i Coneixement lliure

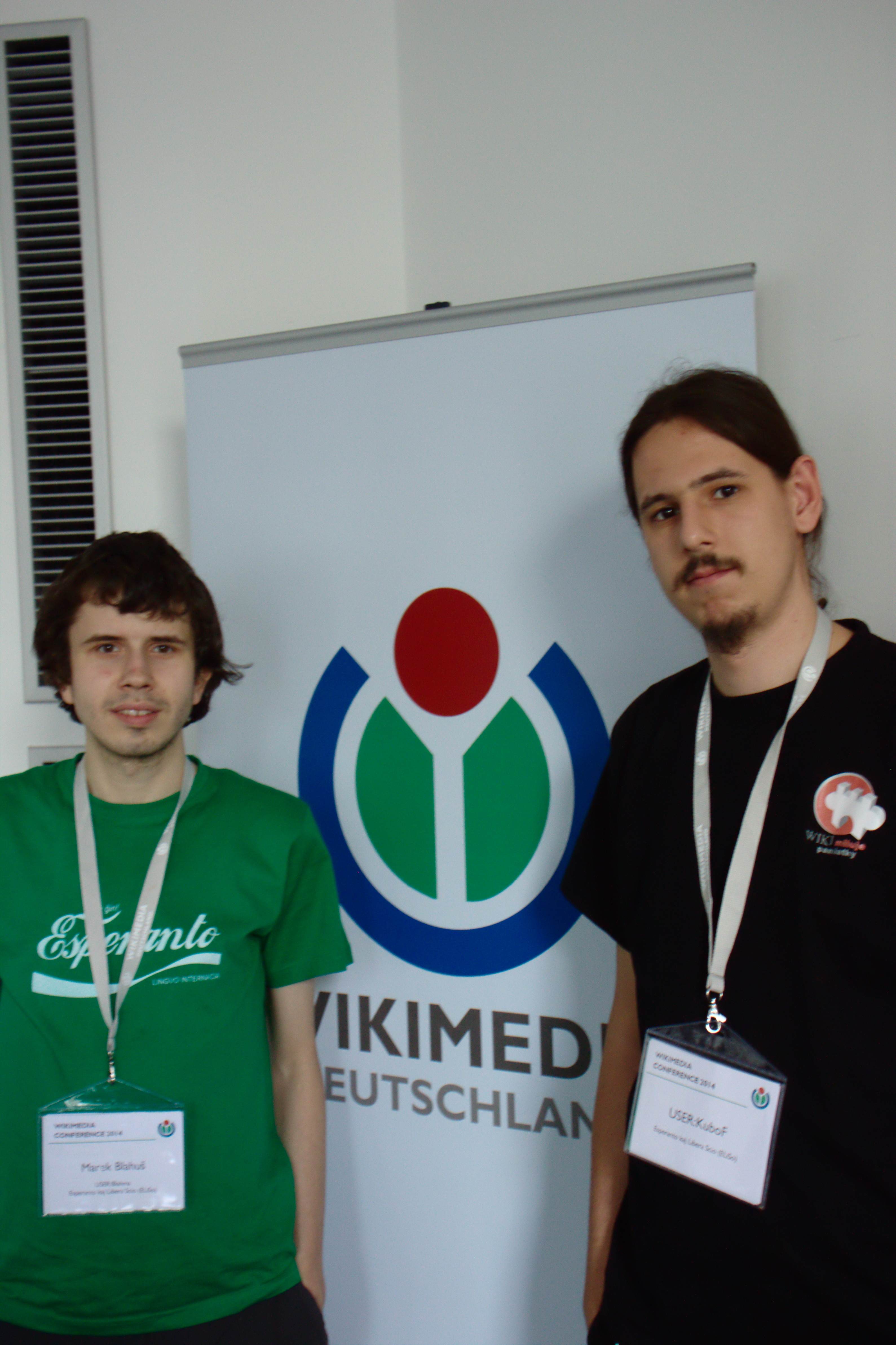
Representants d'ELiSo (Marek Blahuš i Michal Matúšov) durant la conferència de Wikimedia 2014 a Berlín

Esperanto i Coneixement Lliure (abreujat ELiSo, eo: Esperanto kaj Libera Scio) és un grup de viquimedistes que parlen esperanto. La Fundació Wikimedia, que gestiona projectes col·laboratius de coneixement lliure com la Viquipèdia en esperanto, va reconèixer ELiSo com el seu grup d'usuaris oficial el 4 d'abril de 2013. L'objectiu principal del grup és unir els parlants d'esperanto que contribueixen a la Viquipèdia i altres projectes de la Fundació Wikimedia o d'una altra manera volen donar suport al coneixement lliure. A més, el projecte pretén donar suport als Objectius de Desenvolupament Sostenible de les Nacions Unides.